# Новиков, Иван Кузьмич
Иван Кузьмич Новиков (1891—1957) — советский педагог, заслуженный учитель школы РСФСР, член-корреспондент Академии педагогических наук РСФСР.

## Биография
Иван Новиков родился в деревне Захаровка Крапивенского уезда Тульской губернии (ныне в Щёкинском районе Тульской области) в многодетной крестьянской семье.
Окончил учительскую школу, с 1919 года работал помощником сельского учителя, учителем в сельской школе, затем руководителем управления народного образования в Туле. В 1925 году назначен директором детского дома «Светлый путь». В том же году детский дом объединили с московской школой № 110 и Новиков становится её директором. В этой должности он проработал до 1952 года, пока не ушёл на пенсию после тяжелой болезни (инсульт).
В 1939 году был избран в Краснопресненский районный совет депутатов, в 1946 году — в Верховный Совет РСФСР и в областной комитет Союза работников народного образования. Кандидат педагогических наук, Заслуженный учитель школы РСФСР, с 1950 года — член-корреспондент Академии педагогических наук РСФСР.
Награждён двумя орденами Ленина, тремя медалями.
Умер в 1957 году. Похоронен на Введенском кладбище (23 уч.).

## Вклад в педагогику
Новиков разработал комплексную систему преподавания и воспитания на основе плановой организации учебной и внеклассной работы, внедрения элементов школьного самоуправления. Сам Иван Кузьмич вёл новый предмет — изучение газетных материалов. При этом в школе издавалась также школьная газета. Написал ряд статей и книг, в том числе «Организация учебно-воспитательной работы в школе».
В школу приглашались видные учёные, проводившие показательные уроки по физике, химии, астрономии и др.
Под руководством Новикова 10-я (с 1934 года — 110-я) школа становится одной из лучших в Москве. В некоторые годы выпускники получали до 22 медалей.
По воспоминаниям учеников и учителей, Новиков отличался строгостью, однако в годы сталинизма старался защитить детей, чьи родители были репрессированы. Например, добился, чтобы получил золотую медаль Евгений Щукин, будущий академик.
В 1937 году предложил учителям не ставить двойки детям из таких семей.

## Память
Памятная доска установлена на старом здании 110-й школы (Мерзляковский переулок, 11), в котором Иван Кузьмич директорствовал, а также в вестибюле нового здания школы (Столовый переулок, 10).

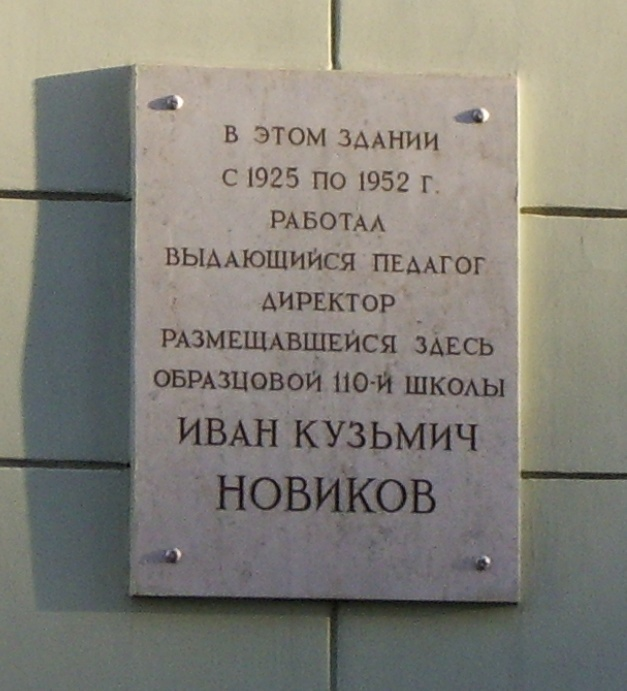
Мемориальная доска на здании школы в Мерзляковском переулке

В 1997 г. снят документальный фильм «Дети Ивана Кузьмича» (режиссёр и оператор М. Е. Голдовская, автор сценария М. И. Туровская)

## Основные труды
- Новиков И. К. Организация учебно-воспитательной работы в школе. Из опыта работы 110-й мужской средней школы Москвы. М., Из-во АПН РСФСР, 1950 г. — 463 с.
- Новиков И. К. Планирование работы в школе. 1947. Переведена на 9 языков.